# Toba Sōjō
Toba Sōjō (鳥羽 僧正?   1053-27 de octubre de 1140), conocido también como Kakuyū (覚猷?) fue un sacerdote budista, astrónomo y dibujante japonés de la era Heian que vivió toda su vida en Kioto. Ejerció como alto dignatario de la secta Tendai. Célebre por sus dibujos de caricaturas animales llamados  Chōjugiga, que actualmente son considerados como el ancestro directo del manga (cómic) japonés.

## Con la escuela Tosa
Toba Sōjō figuró entre los precursores de la escuela Yamato-e de pintura japonesa, pero hay que atribuirle además la autoría de un curiosísimo rollo de animales, así como el inicio de la escuela que en el siglo XIII tomará el nombre de Escuela Tosa, a causa de un descendiente de la vieja familia de los Fujiwara, Fujiwara no Nobuzane (1168-1256), quien, siendo gobernador de Tosa, se dedicó brillantemente a la pintura.
El estilo Tosa es un estilo puro y se caracteriza por la síntesis del carácter con la delicadeza. Los rótulos, iniciados por Toba Sōjō, acostumbraban contener el Sutra junto a descripciones conmemorativas de las fundaciones de templos, que reciben el nombre de Engi-Emakimono.
Entre estos Engi-emaki destaca desde luego el de Shigisan de Toba Sōjō, basado en los cuentos del Uji-shui-monogatari y el sintoísta de Kitano-tenjin pintado por Fujiwara no Nobuzane.
El animalismo, que hace su aparición gracias a Toba Sōjō, continúa en el pincel de Kawo, el autor de una graciosa visión de búfalos bañándose, en la cual es de notar algo muy característico del arte japonés, en oposición a lo que suele ocurrir en el de Occidente: la ausencia de horizonte, por una curiosa manera aérea de ver fragmentariamente.